# Cycnoches pentadactylon
Cycnoches pentadactylon är en orkidéart som beskrevs av John Lindley. Cycnoches pentadactylon ingår i släktet Cycnoches, och familjen orkidéer. Inga underarter finns listade i Catalogue of Life.

## Bildgalleri

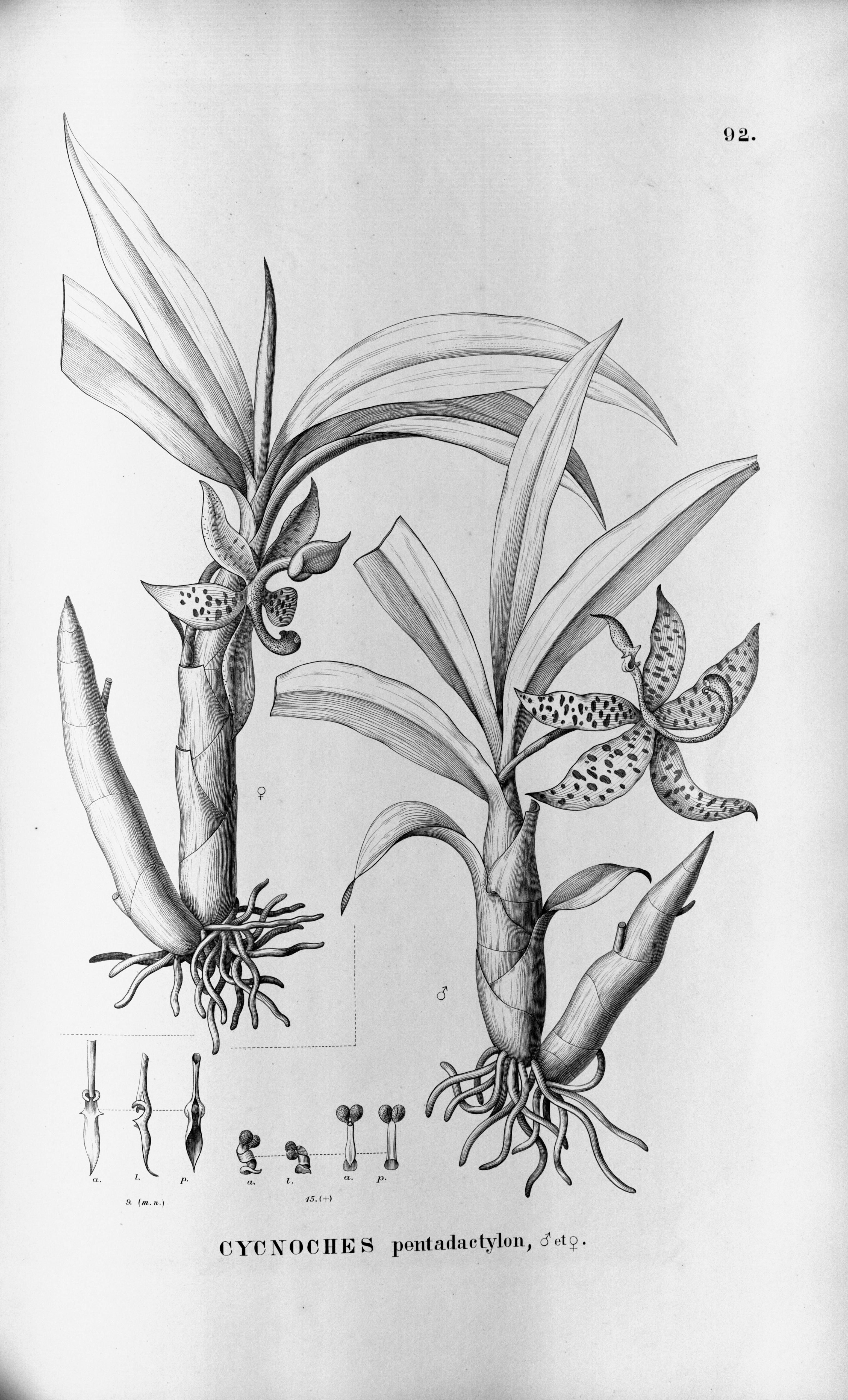